# فرانسوا ناويياما
فرانسوا ناويياما (بالفرنسية: François Naoueyama) هو لاعب كرة سلة وسياسي من جمهورية إفريقيا الوسطى.(مواليد 31 يناير 1957). شارك مع منتخب جمهورية إفريقيا الوسطى الوطني لكرة السلة في دورة الألعاب الأولمبية الصيفية عام 1988. سجل 47 نقطة في المباريات السبع التي لعبها الفريق.

## المسيرة المهنية

### كرة السلة
ناويياما لعب لصالح فريق الجمعية الرياضية لبريد وتلفونات أفريقيا الوسطى. مثل جمهورية إفريقيا الوسطى في بطولة أمم إفريقيا لكرة السلة عام 1987، حيث فازت بلاده بالبطولة. كما كان جزءًا من تشكيلة منتخب جمهورية إفريقيا الوسطى في عام 1988. بعد اعتزاله، تم تعيينه أمينًا لصندوق اتحاد كرة السلة في جمهورية إفريقيا الوسطى في 27 فبراير 2021.

### السياسة
ناويياما انضم الي حركة تحرير شعب إفريقيا الوسطى في عام غير معروف. وفي يناير 2009، عُين وزيرًا للبيئة في حكومة جمهورية إفريقيا الوسطى. أعاد الرئيس فوستين أرشانج تواديرا تعيين ناويياما في منصب وزير البيئة في 22 أبريل2011. 
خلال فترة ولايته، وقع ناويياما اتفاقية شراكة طوعية مع الأتحاد الأوروبي في 28 نوفمبر 2011 بهدف الحفاظ علي النظام البيئي، كما اقترح نهجًا متكاملًا لتنفيذ برنامج الحد من الانبعاثات الناتجة عن إزالة الغابات وتدهورها علي المستوي الوطني.
علاوة على ذلك، تلقت جمهورية إفريقيا الوسطى معدات من فرنسا في عام 2012 لتحديد المواد المحظورة، مما ساهم في تعزيز جهود الحفاظ على البيئة. بالإضافة إلى ذلك، شارك ناويياما كمتحدث في فعالية نظمتها الوكالة الدولية للطاقة المتجددة في ريو سينترو عام 2012.